# Lobocheilos quadrilineatus
Lobocheilos quadrilineatus är en fiskart som först beskrevs av Fowler, 1935.  Lobocheilos quadrilineatus ingår i släktet Lobocheilos och familjen karpfiskar. Inga underarter finns listade i Catalogue of Life.